# Questão de Bolama

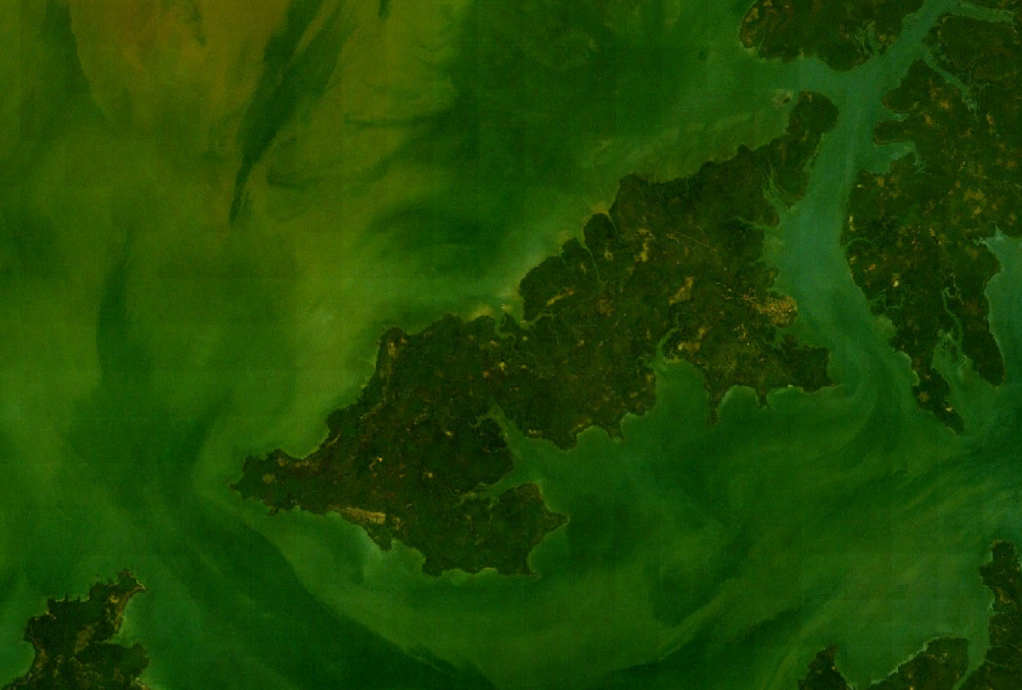
A ilha de Bolama.

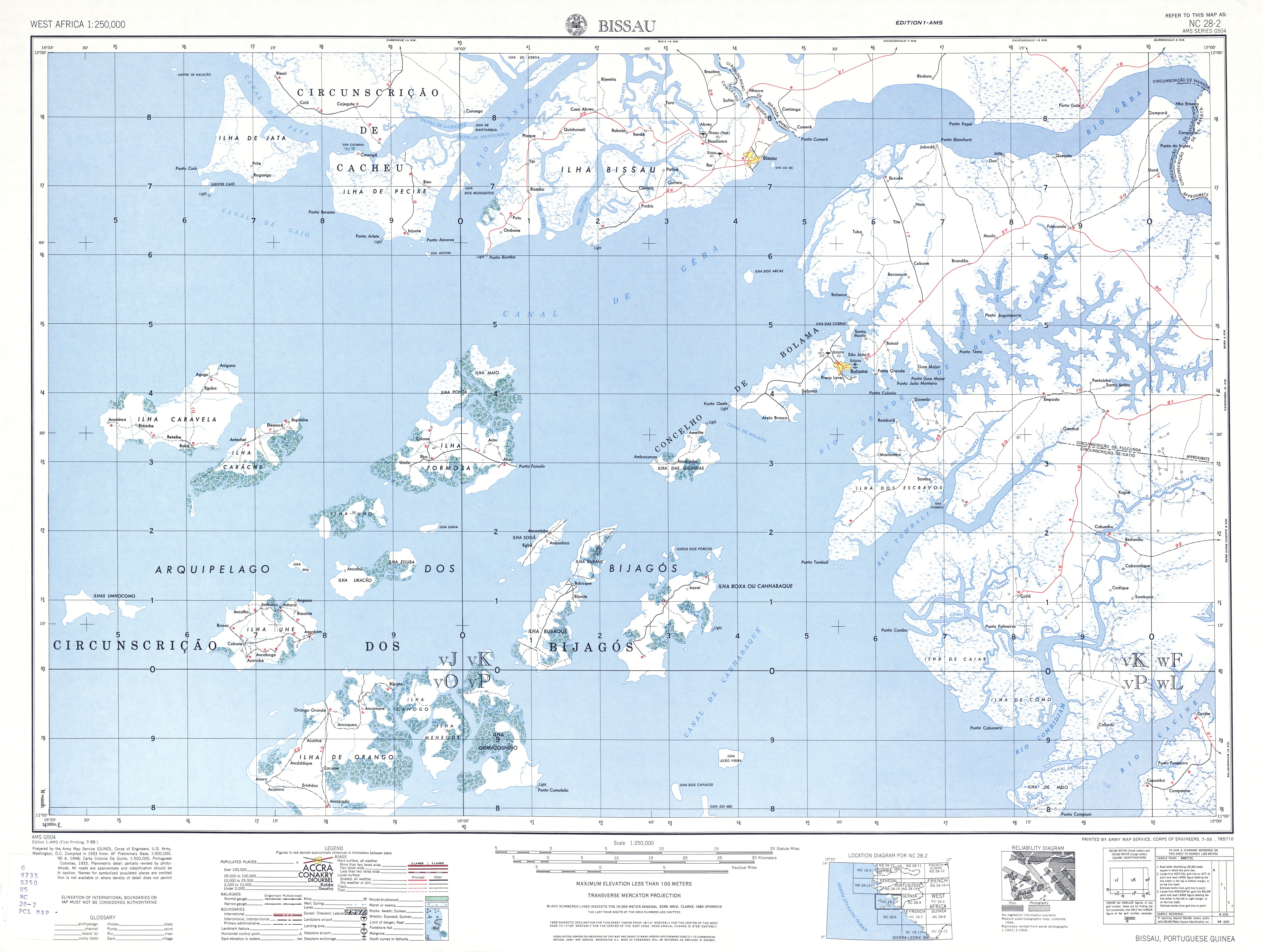
Mapa do território disputado e ilhas vizinhas.

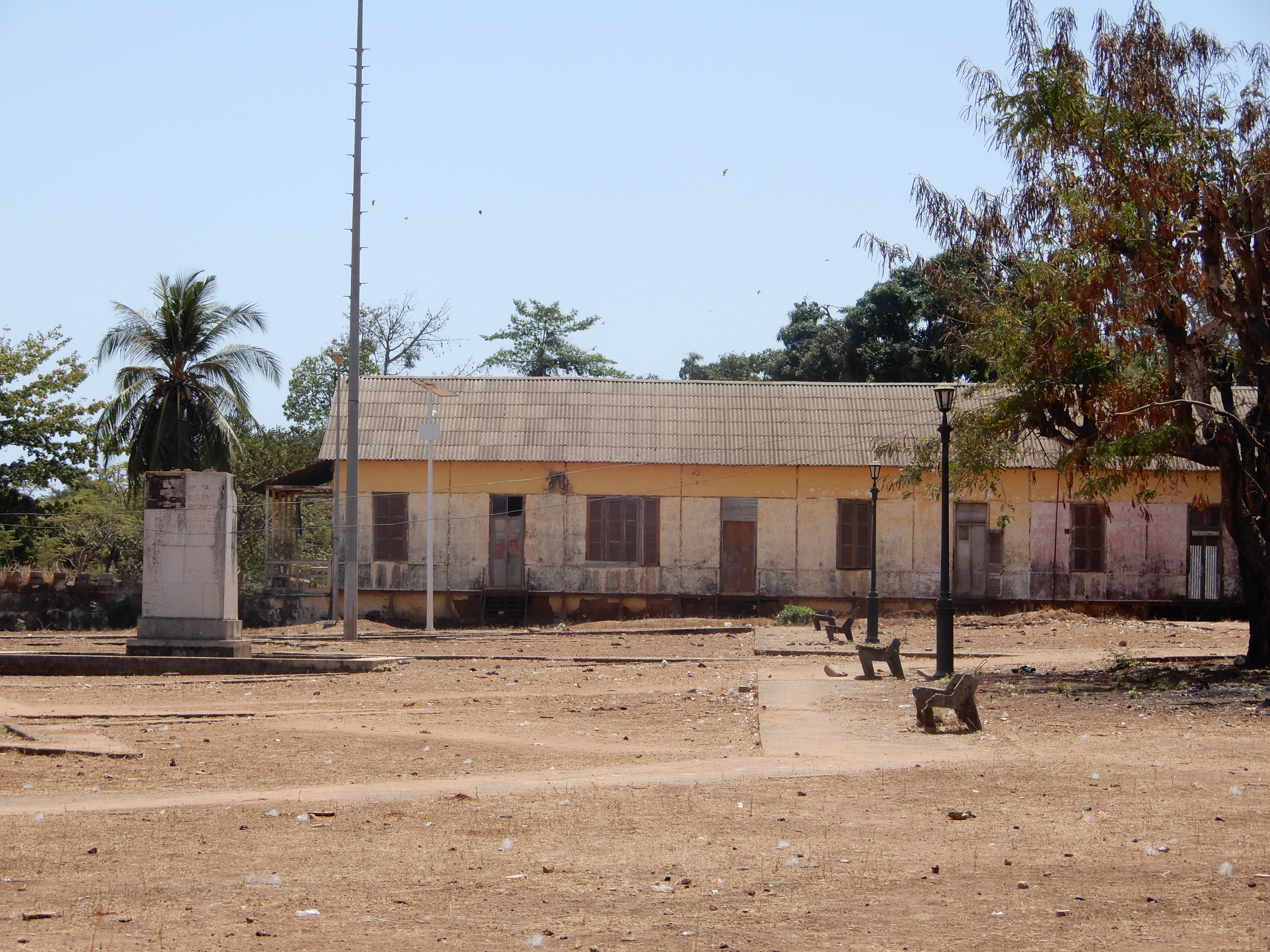
Praça Ulysses S. Grant, Bolama, Guiné-Bissau (a estátua em bronze desapareceu, mas foi recentemente colocada outra, feita em cimento).

Questão de Bolama foi um conflito militar e diplomático entre o Reino de Portugal e o Reino Unido da Grã-Bretanha e Irlanda, travado entre 1834 e 1870, em torno da soberania sobre a ilha de Bolama e sobre um pequeno território continental adjacente. A questão tem as suas raízes no ano de 1792, quando um grupo de britânicos adquiriu a ilha com o objectivo de nela fundar uma colónia modelo. Apesar da colónia ter sido evacuada no ano imediato, a partir de 1834 o Reino Unido, no contexto das operações de repressão do tráfico de escravos, passa a reclamar a ilha, tendo por diversas vezes procedido à sua ocupação militar. O conflito foi levado a decisão arbitral do presidente norte-americano Ulysses S. Grant, que em 1870 decidiu em favor da parte portuguesa, levando à definitiva integração daquele território na Guiné Portuguesa, hoje República da Guiné-Bissau.

## Descrição
Nas décadas finais do século XVIII a posição portuguesa na costa da África Ocidental, um vasto território que ficara conhecido como a Costa da Guiné, é periclitante. As áreas sob efectiva ocupação portuguesa estão reduzidas a alguns entrepostos portuários do tráfico negreiro, com pouca ou nenhuma expressão territorial para o interior e vivendo num equilíbrio sempre instável entre a capacidade do Estado Português impor o exercício da soberania, os potentados locais que toleravam com maior ou menor benevolência a presença portuguesa e os comerciantes de escravos, na sua maioria mestiços, que de facto governavam as poucas possessões reconhecidas como portuguesas. Era também crescente a pressão britânica e francesa, cujas áreas sobre as quais aqueles estados europeus reclamavam soberania iam paulatinamente cercando as possessões portuguesas, nalguns casos ocupado entrepostos tradicionalmente portugueses.
Para além da fraca cobertura territorial e ténue presença militar, a autoridade portuguesa estava longe, já que aquele território estava sob a responsabilidade do governador de Cabo Verde, o qual superintendia sobre as três capitanias fortificadas que existiam na Guiné: (1) Ziguinchor, a sul do Rio Casamansa que os franceses já cercavam por ocupação dos territórios vizinhos; (2) Cacheu; e (3) Bissau. Todas estas capitanias lutavam com grande escassez de meios de defesa e de imposição da soberania, sendo em boa parte ignoradas pelos navios estrangeiros que ali comerciavam, ao mesmo tempo que enfrentavam forte contestação por parte dos povos locais, vendo-se as autoridades portuguesas frequentemente envolvidas nos permanentes conflitos que existiam entre as várias etnias, com alianças que mudavam com frequência e com dissensões também frequentes no seio das guarnições portuguesas e nos grupos de mestiços e grumetes que compunham o grosso da população nominalmente portuguesa.

### A colónia-modelo britânica de Bolama (1792-1793)
No contexto de apagamento da presença portuguesa na Costa da Guiné, em 1791-1792 dois oficiais da Armada Britânica, os tenentes Philip Beaver e Henry Dalrymple, que conheciam a região por ali terem participado em operações navais, lançaram em Londres uma subscrição destinada a fundar uma colónia modelo na ilha de Bolama, ao tempo escassamente habitada e aparentemente disponível para colonização europeia.
O mais experiente em matérias africanas era Dalrymple, que tinha feito uma comissão de serviço com o seu regimento na ilha de Goreia, e fora ele que perante as intenções coloniais de Beaver lembrara que em tempos ouvira falar que na costa ocidental de África, junto à foz do Rio Grande havia uma ilha desabitada e inaproveitada, a ilha de Bolama, fértil, onde se podia cultivar algodão, cana-de-açúcar, anil e outros produtos tropicais. Além disso informou que os povos do continente anexo eram amistosos para com os britânicos, não se antevendo resistência à fundação da colónia.
O projecto envolvia a extensão da soberania britânica àquela ilha e a uma parcela continental confrontante, e a exploração dos recursos agrícolas do territórios, ignorando ostensivamente a autoridade portuguesa e os antecedentes agrícolas de portugueses na ilha. A colónia seria fundada por subscrição pública, através da constituição da Bulama Island Association, com colonos que se fixariam no local e investidores que a troco de uma contribuição monetária teriam direito a propriedade de terras na ilha e uma parte dos rendimentos dessas terras. Em contraste com outras iniciativas similares, assentaria em princípios democráticos e humanitários, rejeitando a escravatura, e apresentava-se como uma nova experiência civilizacional em África. A colónia assentaria nos seguintes princípios: (1) levar a civilização europeia aos africanos; (2) testar a capacidade dos nativos para obstar à escravatura; (3) induzir nas populações nativas hábitos de trabalho e de produção; (4) introduzir em África cultura, civilização e religião; e (5) pôr fim à escravatura.
Obtida a concordância do governo britânico, ao tempo tendo como primeiro-ministro William Pitt, foi aberta subscrição pública para angariar os necessários fundos, estimados em 10 000 libras, e inscrições para colonos. As condições de distribuição de terras a desbravar oferecidas pela Bulama Island Association eram as seguintes: (1) terra na proporção de 500 acres (202,4 ha) por cada 30 £ subscritas, mesmo que o subscritor não fosse para a colónia; (2) esposa e cada filho de colono receberia terras até ao limite de 100 acres; (3) cada colono solteiro e cada empregado de colono quando terminasse o contrato receberia 40 acres; (4) as empregadas dos colonos receberiam 20 acres de terra quando casassem. Para além disso, os colonos teriam direita a transporte de bagagem para a colónia de acordo com a tonelagem que lhe fosse atribuída. Para integração na colónia era exigido a todos os colonos certificado de capacidade e sobriedade, sendo o direito de voto conferido apenas aos homens maiores de 21 anos de idade. Era também fixada uma contribuição anual para as despesas do governo da colónia. No que respeita ao relacionamento com os povos locais, haveria estrita proibição do tráfico de escravos e ficava estabelecido que os conflitos com nativos teriam sempre teriam tratamento igual ao dos conflitos entre colonos. Na colónia funcionaria um regime de democracia electiva, ficando explícito no pacto fundacional que a soberania seria do povo e que se legislaria sobre os poderes de um governo da colónia eleito por voto popular. A defesa seria entregue a uma milícia cujos oficiais seriam escolhidos por eleição entre os chefes de família. Os crimes graves seriam punidos com pena de banimento da colónia. 
Constituída a sociedade com o capital social de 10 000 £ conforme proposto, foi ainda em Londres eleito um conjunto de colonos que constituiriam o conselho legislativo da colónia para o primeiro triénio. Henry Dalrymple foi eleito governador da colónia. Após terem contratado um cirurgião com ordenado de 60 £ ao ano e direito a 500 acres de terra, o grupo concluiu em março de 1792 os preparativos para a partida com destino à ilha de Bolama. Para o efeito foram fretados 3 veleiros: o Hankey de 261 toneladas transportando 65 homens 24 mulheres e 31 crianças sob o comando de Beaver; o Calypso de 298 toneladas transportando 83 homens, 33 mulheres e 33 crianças sob o comando de Dalrymple; e o Luter Beggar's Benison, de 34 toneladas, levando 5 homens e uma criança. No total eram 275 colonos, entre homens, mulheres e crianças.
O primeiro navio a chegar à ilha de Bolama foi o Calypso, tendo fundeado junto à ponta oeste da ilha a 25 de maio de 1792, tendo poucos dias depois alguns colonos acampado em terra. Não contando com a hostilidade da população local, foram surpreendidos por um ataque dos bijagós, de que resultou a morte de 8 colonos e o aprisionamento de outros, que foram feitos reféns. Perante este desastre, Dalrymple foi fundear em Bissau, onde se lhe juntaram os outros dois navios a 5 de junho. Beaver desembarcou com o objectivo de obter em Bissau um prático que pudesse guiar a expedição na sua entrada na ilha de Bolama, mas foi aprisionado pelo capitão-mor de Bissau que julgou estar perante um pirata.
Esclarecida a situação, Beaver foi libertado e a expedição obteve a ajuda do comerciante português José da Silva Cardoso, que mediou o resgate dos reféns tomados pelos bijagós, com excepção de uma mulher e da sua filha de anos que tinham sido levadas para longe de Canhabaque. A mediação de um grumete indicado por Silva Cardoso permitiu que Beaver estabelecesse conversações com os régulos bijagós, o que propiciou a recuperação das duas últimas reféns e a aquisição da ilha, com auto de compra assinado em 29 de junho com o sinal dos régulos Jacorem e Belchore, líderes dos bijagós da região vizinha da ilha.
No entretanto a situação na colónia deteriorava-se rapidamente, pois em pouco tempo faleceram 16 colonos vítimas de doença, o que levou a maioria dos membros a pretender abandonar o projecto. Em consequência, 14 colonos transferiram-se para Bissau e Goreia e outros 146 embarcaram no Calypso que largou a 19 de julho com destino a Londres. Para piorar as coisas, os povos biafares vieram contestar a legitimidade dos régulos bijagós de Canhabaque na venda da ilha, afirmando serem o legítimos possuidores daquele território. Para evitar conflitos, Beaver voltou a comprar a ilha, desta feita aos biafares, com contrato de venda assinado a 3 de agosto. Beaver assumiu então a liderança do grupo perante a desistência de Dalrymple.
Em novembro já tinham falecido vítimas de doença mais 35 colonos, enquanto outros optaram por abandonar a colónia, partindo a bordo do Hankey com destino à Serra Leoa. Sem conseguir serviçais que os ajudassem no desbravamento dos matos e nas construções de que careciam, a colónia definhava. Sete meses após a chegada o grupo estava reduzido a 28 colonos. Em janeiro de 1793 já só restavam 18 colonos britânicos na ilha.
Sob o impulso de Beaver a colónia consegue recrutar cerca de 20 trabalhadores e são construídas algumas edificações. A 18 de julho de 1793 a colónia é visitada por um navio britânico que traz correspondência. Apesar disso, as doenças tropicais continuavam a fazer vítimas: em outubro de 1793 já só restavam dois dos colonos iniciais. Em novembro desse ano, apesar da sua perseverança e resistência, Beaver é obrigado a retirar para Inglaterra. Estava terminada a experiência da colónia-modelo de Bolama, com um horrífico balanço de perdas de vida.

### O conflito militar e diplomático (1834-1869)
Abandonada a colónia em finais de 1793, pareceria que a questão morreria com a desistência de Beaver. E na verdade decorreram algumas décadas sem que o assunto merecesse a atenção quer da parte portuguesa quer da britânica. Este silêncio será talvez devido às consequências da Revolução Francesa e das Guerras Napoleónicas, que mantiveram as atenções dos governos focadas sobre assuntos bem mais ingentes. Em Portugal a fuga da corte para o Rio de Janeiro (1808), as invasões francesas e a Guerra Civil Portuguesa (1828-1834) não permitiram que a questão fosse lembrada. 
Apesar de aparentemente a ilha ter sido visitada em 1814 por agentes britânica baseados na colónia da Serra Leoa, apenas em 1834, pouco depois de terminada a guerra civil, o representante britânico em Lisboa enviou uma nota ao governo português insurgindo-se contra a intenção de alguns habitantes de Bissau em se estabelecer na ilha de Bolama. Na nota, o governo britânico lembrava que uma associação inglesa comprara a ilha aos régulos de Canhabaque e dela tomara posse em 1792 e que, apesar dessa associação ter retirado em 1793, em 1814 o governo da Serra Leoa exercera acto de soberania na ilha. Concluía reivindicando soberania sobre a ilha e ainda sobre algumas terras nas margens do Rio Grande.
A nota britânica apanhou de surpresa a parte portuguesa, a qual, após consulta aos arquivos, replicou afirmando a plena soberania lusa sobre aquele território. Estava desencadeado o conflito diplomático que ficaria conhecido pela «Questão de Bolama».
Para complicar a situação, a 19 de fevereiro de 1810 Portugal, que ao tempo era de facto um protectorado britânico, tinha assinado no Rio de Janeiro um Tratado de Comércio e Navegação com o Reino Unido, que entre outras questões comerciais visava conter o tráfico de escravos. Em 1817, por pressão britânica, o governo português assinou em Londres a convenção de 28 de julho de 1817 que proibia mesmo o tráfico de escravos. Essa convenção permitia à Armada Britânica fiscalizar os navio portugueses, aprisionando os que se mostrassem de alguma forma envolvidos no tráfico negreiro.
Apesar da nota de 1834, o governo britânico absteve-se até 1838 de qualquer intervenção em Bolama. Esta situação alterou-se quando a 9 de dezembro de 1838 o brigue HMS Brisk, comandado pelo capitão-tenente Arthur Kellett, em missão de repressão do tráfico negreiro fundeia em Bolama, aprisionando a escuna portuguesa Aurélia Félix, que considera navio negreiro, e apreende 212 «trabalhadores» que na ilha estavam ao serviço do empresário de origem cabo-verdiana Caetano José Nozolini, considerando serem escravos que deveriam ser libertados. No acto confiscou os valores que encontrou em casa do empresário, cortou o mastro onde estava hasteada a bandeira portuguesa e, ao que parece, usou desrespeitosamente a bandeira apreendida para embalar valores.
No ano seguinte, 14 de abril de 1839, o mesmo HMS Brisk voltou a Bolama, atacando a cidade e apreendendo a escuna Liberal que ali encontrou, libertando «trabalhadores» de outro «empresário» e arriando a bandeira portuguesa que ali achou hasteada. Perante esta situação, Honório Barreto, que exercia as funções de Delegado do Governo em Bissau, convocou o comandante Arthur Kellett e os chefes bijagós e biafares para uma reunião visando encontrar uma solução para o nascente conflito. Ao convite Kellett apenas respondeu que obedecia a ordens superiores visando garantir a soberania britânica no território e reprimir a escravatura ali exercida por colonos portugueses e fez-se ao mar. Honório Barreto reportou o sucedido ao governo português que em agosto desse ano protestou junto do governo britânico, o qual se limitou a reiterar a posição que fora transmitida a Honório Barreto por Arthur Kellett.
Estava iniciado o conflito, o qual teve novo desenvolvimento em 1841 pela entrega ao legatário português em Londres de uma nota do Ministro dos Negócios Estrangeiros britânico reafirmando a soberania britânica sobre Bolama com base nos contratos de compra assinados em 1792 por Philip Beaver em Canhabaque. Para fazer cumprir a asserção britânica de soberania, em março de 1842 o HMS Pluto, sob o comando do capitão-tenente William Simpson Blount, desembarcou uma força na ilha de Bolama e a atacou, de que resultou a destruição de culturas e nova apreensão de bens do empresário Caetano José Nozolini, e na ilha das Galinhas, onde a atacou e fez a apreensão de bens de um empresário, o ex-capitão-mor Joaquim António de Matos, resultou num acto de violência que levou à morte de uma jovem, filha do proprietário.
Logo dois meses depois destes incidentes, em maio de 1842, o HMS Pantaloon, comandado pelo capitão-tenente Charles Horace Lapidge, visitou Bolama e ali publicou uma proclamação de posse da ilha em nome da rainha Vitória do Reino Unido, remetendo cópia ao governador de Bissau. Contudo, logo que o navio britânico abandonou Bolama, as autoridades portuguesas arriaram a bandeira britânica e hastearam a portuguesa, o que levou nos meses seguintes a novo protesto diplomático britânico. Esse mesmo navio apreendeu a 19 de maio desse ano o bergantim espanhol Deseado por tráfico de escravos após a sua tripulação o ter encalhado e abandonado na costa de Canhabaque.
Após cinco anos sem incidentes, em janeiro de 1847 o brigue inglês HMS Rolla bombardeou a cidade de Bolama e desembarcou soldados e marinheiros na localidade, cortando, a machado, o mastro da bandeira portuguesa. No mesmo ano, um grande golpe é dado pelos britânicos, quando dá-se o ataque à ilha de Canhabaque, forçando o régulo António a assinar um documento pelo qual os portugueses ficam impedidos de negociar no arquipélago dos Bijagós. Em 29 de novembro do mesmo ano o brigue HMS Dart ainda realiza um novo bombardeio contra Bolama.
No ano seguinte (1848) o brigue HMS Dart foi a Bolama, onde aprisionou «trabalhadores» da empresária Aurélia Correia, que foram levados pelo HMS Alert para a Serra Leoa. Após este incidente o governador de Bissau decidiu colocar em Bolama um destacamento composto por 5 soldados. Neste ano o tráfico negreiro nos rios da Guiné tinha recrudescido, apesar de alguns régulos terem declarado o seu fim, o que levou a uma maior presença britânica na região.
Após alguns anos sem incidentes, em 1851 fundeou em Bolama o brigue HMS Ranger, sob o comando do capitão-tenente Thomas Miller, exigindo ao governador de Bissau a retirada imediata do destacamento militar. Perante a recusa, prendeu os 5 homens, levando-os para a Serra Leoa. Em 23 de janeiro de 1853 novamente os britânicos bombardeiam Bolama, com pouquíssima capacidade de resposta lusitana; a operação foi conduzida por O. Seymour, que comandava o vapor Fire-Fly.
Decorreram mais alguns anos sem incidentes até que em 1858 fundeou em Bolama o vapor de rodas HMS Trident, sob o comando do capitão Francis Arden Close, tendo este mandado hastear a bandeira britânica. Após a cerimónia, procedeu à captura de um comerciante português acusado de esclavagismo e mandou fazer uma proclamação aos nativos que trabalhavam nas explorações agrícolas existentes na ilha declarando que eram livres e podiam sair livremente da ilha ou ser transportados para a colónia britânica da Serra Leoa. Depois disto foi a Bissau declarar ao delegado do governo, que ao tempo era Honório Barreto, que o seu governo não reconhecia qualquer direito de Portugal na ilha. Honório Barreto protestou e reportou para Lisboa o sucedido, tendo conseguido a libertação do comerciante que fora preso.
Perante o relato de Honório Barreto, que entretanto falecera, em 1859 o ministro dos negócios estrangeiros português propôs ao seu contra-parte britânico o início de conversações visando estabelecer de comum acordo os limites das colónias portuguesas e britânicas na costa ocidental africana, incluindo, para além de Bolama, a resolução das questão de São João Baptista de Ajudá. A proposta não foi aceite pela diplomacia britânica e em 1860 o governo britânico proclama a sua soberania sobre a ilha de Bolama e uma porção de território continental nas margens do Rio Buba (Rio Grande), incorporando a região na sua colónia da Serra Leoa. Em consequência desta decisão, o governador britânico da Serra Leoa Stephen John Hill, visitou Bissau para notificar o delegado português da incorporação de Bolama como dependência daquela colónia britânico, passando o território a ser administrada a partir da Serra Leoa. Para além disso, informou da decisão do seu governo de instalar na ilha um contingente militar britânico.
Perante esta situação, que se traduzia numa crescente presença de britânicos em Bolama, onde um negociante mestiço de algodão, David Lawrence, se instalara e iniciara um processo de desestabilização do domínio português nas regiões adjacentes, não havendo condições para repelir os britânicos pela força, em 1861 o encarregado de negócios português em Londres propôs ao governo britânico o recurso à arbitragem internacional, deixando ao Reino Unido a escolha do árbitro. A resposta britânica foi novamente negativa.
Em 1862, o encarregado de negócios britânico em Lisboa apresentou novo protesto agora contra o facto de a alfândega de Bissau ter cobrado ao capitão de um navio mercante direitos de exportação sobre uma partida de mancarra comprada em Bolama e na margem do Rio Grande, alegando plena soberania britânica nesses territórios. A partir daí, o conflito diplomático agudizou-se e passou a ser conduzido pelo Ministério dos Negócios Estrangeiros português e pelas representações diplomáticas de ambos os países.
Num movimento que causou alarme junto do governo português, em 1863 o governador britânico da Serra Leoa, Samuel Wensley Blackall, a quem estava cometida a administração pelo lado britânico de Bolama, aprisionou no Rio Grande o delegado interino do governo português em Bissau. Dessa acção resultou novo protesto do governo português através do seu representante em Londres. Tendo os britânicos retirado, logo que foi possível de novo foi arriada a bandeira britânica e reposta a bandeira portuguesa.
Em 1864, o Ministro dos Negócios Estrangeiros do 25.º governo da Monarquia Constitucional, o  1.º duque de Loulé, solicitou a abertura de novas negociações com o governo britânico sobre o estatuto de Bolama, nomeando como plenipotenciário para o efeito António José de Ávila, o futuro duque de Ávila e Bolama. Nesse mesmo ano foi entregue ao governo britânico um primeiro Memorando em defesa dos direitos de Portugal, onde se dava conta da presença portuguesa naquele território desde a época do Descobrimentos e a acção do governo português naquela zona nas últimas décadas, tentando provar assim a efectiva ocupação da ilha pelos portugueses.
Perante a falta de uma resposta britânica, em 1865, António José de Ávila insiste na necessidade de negociações, enviando nova nota ao governo britânico, contestando de novo a existência de quaisquer direitos de soberania britânica no arquipélago dos Bijagós e regiões costeiras vizinhas, renovando a proposta de arbitragem, aliás reforçada por nota verbal do embaixador português em Londres. Mais uma vez, o governo britânico não acedeu à proposta portuguesa, mantendo a reivindicação de soberania sobre a ilha de Bolama e territórios vizinhos.
Após mais um período de latência, o conflito reacendeu-se quando em 1868 o governador dos West African Settlements britânicos (Colónias Britânicas da África Ocidental), Sir Arthur Kennedy, entrou com dois navios no Rio Grande e convidou o delegado do governo em Bissau a subir a bordo para conversações visando a retirada pacífica da força de 5 soldados portugueses que estavam aquartelados na ilha de Bolama e o arrear da bandeira portuguesa ali hasteada. Perante a recusa do lado português, mandou prender os 5 soldados, depois desembarcados em Bissau, fazendo subir a bandeira britânica no lugar da portuguesa. Pouco depois o delegado britânico que ficara em Bolama após a partida da força britânica mandou hastear a bandeira britânica em Porto Cacheu, na margem do Rio Grande. Prontamente o governador de Bissau foi aos locais acompanhado por uma força de 30 homens e 30 homens na presença do delegado britânico substituiu as bandeiras britânicas por bandeiras portuguesas, reafirmando a soberania portuguesa naqueles territórios.
Quando estes incidentes chegaram ao conhecimento dos respectivos governos, perante a iminência de um conflito militar que poderia facilmente escalar na região, em agosto de 1868 o governo britânico aceitou a proposta de arbitragem que lhe fora proposta anos antes pela parte portuguesa, sugerindo como árbitro o presidente norte-americano Ulysses S. Grant. A proposta de árbitro foi aceite pela parte portuguesa em fevereiro de 1869, seguindo-se de imediato a entrega das alegações das partes ao árbitro.

### A sentença arbitral de Bolama (1870)
A 21 de abril de 1870 o presidente Ulisses S. Grant proferiu uma sentença arbitral favorável às pretensões portuguesas, permitindo a integração sem contestação de Bolama no território que hoje constitui a República da Guiné-Bissau. A sentença é a seguinte:
«Tendo sido atribuídas ao Presidente dos Estados Unidos as funções de árbitro em virtude do protocolo da conferência realizada em Lisboa, em 13 de Junho de 1868 entre os Ministros os Negócios Estrangeiros de Sua Majestade Fidelíssima El-Rei de Portugal e o Enviado Extraordinário de Sua Majestade o Rei da Grã-Bretanha no qual foi convencionado que as respetivas reivindicações dos dois Estados à Ilha de Bolama e outros pontos da África Ocidental fossem submetidas à arbitragem e decisão do Presidente dos Estados Unidos da América, que deveria resolver em última instância e sem apelação. — E tendo o árbitro, de acordo com o mesmo protocolo, nomeado uma entidade com o fim de estudar cuidadosamente cada uma das alegações apresentadas pelas duas partes; — E considerando que a dita Ilha de Bolama e os ditos territórios vizinhos foram descobertos por um navegador português em 1446; — que muito antes do ano 1792 estava feito um estabelecimento em Bissau, no Rio Geba e mantido até hoje debaixo da soberania portuguesa; — que no ano de 1699, pouco mais ou menos, foi constituída uma colónia portuguesa em Guínala, no Rio Grande, que em 1778 era uma razoável povoação habitada somente por portugueses que ali tinham vivido de pais para filhos; — que a linha da costa de Bissau para Guínala, passando pelo Rio Geba compreende toda a parte continental em frente da Ilha de Bolama; — que a Ilha de Bolama é adjacente ao continente e tão próximo que os animais a atravessam nas marés baixas; — que desde 1772 até hoje, Portugal reivindicou os seus direitos à mesma ilha; — que a ilha antes de 1792 não estava habitada nem ocupada com a exceção de alguns acres na ponta Oeste, onde uma tribo indígena fazia algumas plantações; — que os direitos de Inglaterra derivam de uma cessão feita em 1792 pelos chefes indígenas, numa época em que a soberania de Portugal estava já estabelecida na parte continental e na ilha; — que o Governo Português não desistiu dos seus direitos, e hoje em dia ocupa a ilha com uma colónia de perto de 700 habitantes; — que, tendo a Grã-Bretanha tentado confirmar os seus direitos depois de 1792 com novas concessões dos chefes indígenas, nenhuma delas foi reconhecida por Portugal; — e considerando que não são precisos mais esclarecimentos em relação a qualquer dos pontos discutidos: — Eu, Ulysses S. Grant, presidente dos Estados Unidos, julgo e decido que os direitos do Governo de S. Majestade Fidelíssima o Rei de Portugal à Ilha de Bolama na Costa Ocidental de África e a uma porção do continente em frente da Ilha, estão provados e estabelecidos. — Feito em triplicado na cidade de Washington, em 21 de Abril de 1870. — U. S. Grant».
Por nota emitida a 21 de Maio de 1870, um mês depois da sentença de Ulysses S. Grant, o governo britânico, através do seu representante em Lisboa, informou o Ministro dos Negócios Estrangeiros português, o Duque de Saldanha, que estava disposto a acatar o resultado da  arbitragem e que nesse sentido dera ordens ao governador das Colónia Britânicas da África Ocidental (West African Settlements).
A sentença foi considerada uma grande vitória da diplomacia portuguesa. António José de Ávila, o 1.º conde de Ávila desde 1864, que fora o plenipotenciário português na negociações, apenas 3 dias depois, a 24 de maio de 1870, foi elevado a 1.º marquês de Ávila e Bolama, sendo depois, a 14 de maio de 1878, feito 1.º duque de Ávila e Bolama. 
Perante a concordância britânica, foram  dadas instruções ao governador de Cabo Verde (cuja jurisdição incluía a Guiné), ao tempo Caetano Alexandre de Almeida e Albuquerque, para ir a Bolama ratificar a posse definitiva da ilha e do território continental anexo. Uma canhoneira da Marinha de Guerra Portuguesa transportou o governador a Bolama, onde na presença do representante do governo britânico da  Serra Leoa, mandou  arriar a bandeira britânica, saudada com uma salva  de 21 tiros, e hastear a bandeira portuguesa. O  auto de posse foi secretariado pelo então tenente da Armada Guilherme Augusto de Brito Capelo.